# Llista de diputats al Parlament Europeu en representació d'Itàlia (III Legislatura)

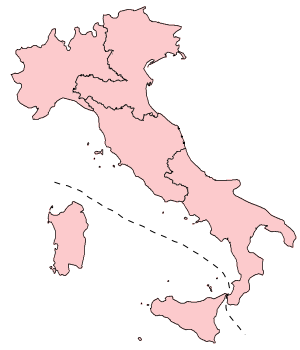
Els cinc districtes electorals per a les eleccions europees.

Llista dels 81 diputats al Parlament Europeu en representació d'Itàlia durant la III Legislatura, del període comprès entre el 1989 i el 1994.

## Llista
| Nom i cognom                       | Partit Nacional                     | Grup europeu |
| ---------------------------------- | ----------------------------------- | ------------ |
| Adelaide Aglietta                  | Verds Arciris                       | G            |
| Gianfranco Amendola                | Verds Arciris                       | G            |
| Gianni Baget Bozzo                 | Socialist Party                     | SOC          |
| Roberto Barzanti                   | Partit Comunista Italià             | UEL          |
| Virginio Bettini                   | Verds Arciris                       | G            |
| Vincenzo Bettiza                   | Partit Liberal Italià               | SOC          |
| Rosaria Bindi                      | Democràcia Cristiana (Itàlia)       | EPP          |
| Andrea Bonetti                     | Democràcia Cristiana (Itàlia)       | EPP          |
| Rinaldo Bontempi                   | Partit Comunista Italià             | UEL          |
| Franco Borgo                       | Democràcia Cristiana (Itàlia)       | EPP          |
| Antonio Cariglia                   | Partit Socialista Democràtic Italià | SOC          |
| Pierre Carniti                     | Socialist Party                     | SOC          |
| Carlo Casini                       | Democràcia Cristiana (Itàlia)       | EPP          |
| Maria Luisa Cassanmagnago Cerretti | Democràcia Cristiana (Itàlia)       | EPP          |
| Luciana Castellina                 | Partit Comunista Italià             | UEL          |
| Anna Catasta                       | Partit Comunista Italià             | UEL          |
| Adriana Ceci                       | Partit Comunista Italià             | UEL          |
| Mauro Chiabrando                   | Democràcia Cristiana (Itàlia)       | EPP          |
| Luigi Alberto Colajanni            | Partit Comunista Italià             | UEL          |
| Emilio Colombo                     | Democràcia Cristiana (Itàlia)       | EPP          |
| Felice Contu                       | Democràcia Cristiana (Itàlia)       | EPP          |
| Maria Teresa Coppo Gavazzi         | Democràcia Cristiana (Itàlia)       | EPP          |
| Francesco Corleone                 | Verds Arciris                       | G            |
| Bettino Craxi                      | Socialist Party                     | SOC          |
| Joachim Dalsass                    | Partit Popular del Tirol del Sud    | EPP          |
| Biagio De Giovanni                 | Partit Comunista Italià             | UEL          |
| Aldo De Matteo                     | Democràcia Cristiana (Itàlia)       | EPP          |
| Cesare De Picolli                  | Partit Comunista Italià             | UEL          |
| Lorenzo De Vitto                   | Democràcia Cristiana (Itàlia)       | EPP          |
| Mario Dido'                        | Socialist Party                     | SOC          |
| Maurice Duverger                   | Partit Comunista Italià             | UEL          |
| Enrico Falqui                      | Verds Arciris                       | G            |
| Antonio Fantini                    | Democràcia Cristiana (Itàlia)       | EPP          |
| Giulio Fantuzzi                    | Partit Comunista Italià             | UEL          |
| Giuliano Ferrara                   | Socialist Party                     | SOC          |
| Enrico Ferri                       | Partit Socialista Democràtic Italià | SOC          |
| Gianfranco Fini                    | Moviment Social Italià              | NI           |
| Arnaldo Forlani                    | Democràcia Cristiana (Itàlia)       | EPP          |
| Roberto Formigoni                  | Democràcia Cristiana (Itàlia)       | EPP          |
| Mario Forte                        | Democràcia Cristiana (Itàlia)       | EPP          |
| Gerardo Gaibisso                   | Democràcia Cristiana (Itàlia)       | EPP          |
| Giulio Cesare Gallenzi             | Democràcia Cristiana (Itàlia)       | EPP          |
| Jas Gawronski                      | Polo Laico                          | LIB          |
| Giovanni Goria                     | Democràcia Cristiana (Itàlia)       | EPP          |
| Francesco Guidolin                 | Democràcia Cristiana (Itàlia)       | EPP          |
| Franco Iacono                      | Socialist Party                     | SOC          |
| Renzo Imbeni                       | Partit Comunista Italià             | UEL          |
| Antonio Iodice                     | Democràcia Cristiana (Itàlia)       | EPP          |
| Lelio Lagorio                      | Socialist Party                     | SOC          |
| Giorgio La Malfa                   | Partit Republicà Italià             | LIB          |
| Francesco Lamanna                  | Democràcia Cristiana (Itàlia)       | EPP          |
| Alexander Langer                   | Verds Arciris                       | G            |
| Antonio La Pergola                 | Socialist Party                     | SOC          |
| Nereo Laroni                       | Partit Liberal Italià               | SOC          |
| Salvatore Lima                     | Democràcia Cristiana (Itàlia)       | EPP          |
| Calogero Lo Giudice                | Democràcia Cristiana (Itàlia)       | EPP          |
| Maria Magnani Noya                 | Socialist Party                     | SOC          |
| Agostino Mantovani                 | Democràcia Cristiana (Itàlia)       | EPP          |
| Vincenzo Mattina                   | Socialist Party                     | SOC          |
| Eugenio Melandri                   | Democràcia Proletària               | G            |
| Mario Melis                        | Partit Sard-Unió Valldostana        | RWG          |
| Alberto Michelini                  | Democràcia Cristiana (Itàlia)       | EPP          |
| Luigi Moretti                      | Lliga Llombarda                     | ARC          |
| Giuseppe Mottola                   | Democràcia Cristiana (Itàlia)       | EPP          |
| Cristiana Muscardini               | Moviment Social Italià              | NI           |
| Pasqualina Napoletano              | Partit Comunista Italià             | UEL          |
| Vito Napoli                        | Democràcia Cristiana (Itàlia)       | EPP          |
| Giorgio Napolitano                 | Partit Comunista Italià             | UEL          |
| Achille Occhetto                   | Partit Comunista Italià             | UEL          |
| Marco Pannella                     | Polo Laico                          | NI           |
| Eolo Parodi                        | Democràcia Cristiana (Itàlia)       | EPP          |
| Ferrucio Pisoni                    | Democràcia Cristiana (Itàlia)       | EPP          |
| Nino Pisoni                        | Democràcia Cristiana (Itàlia)       | EPP          |
| Giacomo Porrazzini                 | Partit Comunista Italià             | UEL          |
| Andrea Raggio                      | Partit Comunista Italià             | UEL          |
| Giuseppe Rauti                     | Moviment Social Italià              | NI           |
| Tullio Eugenio Regge               | Partit Comunista Italià             | UEL          |
| Edoardo Ronchi                     | Verds Arciris                       | G            |
| Giorgio Rossetti                   | Partit Comunista Italià             | UEL          |
| Mario Giovanni Guerriero Ruffini   | Democràcia Cristiana (Itàlia)       | EPP          |
| Gabriele Sboarina                  | Democràcia Cristiana (Itàlia)       | EPP          |
| Roberto Speciale                   | Partit Comunista Italià             | UEL          |
| Francesco Enrico Speroni           | Lliga Llombarda                     | NI           |
| Marco Taradash                     | Partit Radical (Itàlia)             | G            |
| Giuseppe Tatarella                 | Moviment Social Italià              | NI           |
| Renzo Trivelli                     | Partit Comunista Italià             | UEL          |
| Dacia Valent                       | Partit Comunista Italià             | UEL          |
| Luciano Vecchi                     | Partit Comunista Italià             | UEL          |
| Luigi Vertemati                    | Socialist Party                     | SOC          |
| Bruno Visentini                    | Partit Republicà Italià             | LIB          |